# Przygłówki
Przygłówki – część wsi Czapiewice-Wybudowanie w Polsce, położona w województwie pomorskim, w powiecie chojnickim, w gminie Brusy. Wchodzą w skład sołectwa Czapiewice.
Do 2023 miejscowość była wraz z Wybudowaniem częścią wsi Czapiewice.
W latach 1975–1998 Przygłówki administracyjnie należały do województwa bydgoskiego.